# Ursula Flick
Ursula Flick (Osnabrück, 17 novembre 1924 – Celle, 1º ottobre 2006) è stata una politica tedesca della CDU.
Fu sindaca di Osnabrück e membro del Parlamento della Bassa Sassonia.

## Biografia
Dopo aver conseguito il diploma alla fine del 1943, Ursula Flick fu arruolata come infermiera della Croce Rossa tedesca presso l'ospedale militare di Sant'Angela di Haste. Dopo la guerra, nel 1947 iniziaòa studiare storia e lingua e letteratura tedesca all'Università di Münster, dove incontrò il futuro marito Fritz Flick. Nel 1949 la coppia si trasferì a Bonn e un anno dopo convolò a nozze. Lì, insieme ad alcuni compagni di studi, nel 1951 fondarono il Ring Christlich Deutscher Studenten (Anello degli studenti cristiani tedeschi, RCDS). Dal 1950 al 1955 lavorò come assistente del dottor Kurt Georg Kiesinger, allora membro del Bundestag e poi Cancelliere federale. Fu membro del consiglio di amministrazione delle Fondazioni evangeliche di Osnabrück e del consiglio di amministrazione del Diakonisches Werk del distretto evangelico-luterano di Osnabrück, nonché presidente dell'Associazione delle città della Bassa Sassonia. 
Vedova con due figli, Ursula Flick morì nell'ottobre 2006 all'età di 81 anni nella casa del figlio Andreas a Celle.

## Attività politica
Flick fu uno dei co-fondatori dell'Anello degli studenti cristiano-democratici. Presidente dell'associazione femminile della CDU ad Hannover, presidente distrettuale dell'associazione femminile della CDU a Osnabrück-Emsland e vicepresidente dell'associazione distrettuale della CDU a Osnabrück-Emsland.
Fu membro del consiglio comunale dal 1968 e sindaco onorario della città di Osnabrück dal 1985 al 1991.
Ursula Flick fu eletta nel Parlamento della Bassa Sassonia dalla sesta alla decima legislatura, dal 6 giugno 1967 al 20 giugno 1986. La sua carica più importante fu quella di Segretario del Parlamento della Bassa Sassonia dal 22 giugno 1982 al 20 giugno 1986.

## Onorificenze
- Croce al merito di prima classe dell'Ordine al merito della Bassa Sassonia;
- croce dell'Ordine al Merito della Repubblica Federale di Germania;
- ufficiale dell'Ordine dell'Impero Britannico;
- Medaglia Justus Möser della città di Osnabrück.